# Olivier Speltens
Olivier Speltens, né le 11 décembre 1971 à Uccle (région de Bruxelles-Capitale), est un dessinateur et scénariste de bande dessinée belge d'expression française. 

## Carrière
Olivier Speltens naît le 11 décembre 1971 à Uccle, une commune bruxelloise.
Après des études à l'École supérieure des arts Saint-Luc, Olivier Speltens publie d'abord une première série, aux Éditions Joker, Larmes de pourpre, sur un scénario de Jean-Louis Dupriez. Le premier album, Le Domaine maléfique est publié en 2003. La série est abandonnée en 2005 au bout de trois albums.
Il s'associe alors au scénariste Pascal Laye pour lancer la série M.99 en 2006, dont 4 tomes paraîtront jusqu'en 2010 chez le même éditeur.
Après deux séries fantastiques, Olivier Speltens décide de se consacrer à une série plus réaliste, au cœur de la Seconde Guerre mondiale, qui le passionne,. Il se tourne vers l'éditeur suisse Paquet, qui accepte de publier les 4 tomes de L'Armée de l'ombre, inaugurant ainsi la collection « Mémoires », en 2012. La série, dont il est à la fois le dessinateur et le scénariste, met en scène de jeunes soldats allemands embrigadés sur le Front de l'Est dans le froid et l'horreur de la guerre. Avec plus de 13 000 exemplaires vendus du premier tome, Olivier Speltens rencontre un succès critique et public. Il expose ses planches en mai 2015 à la librairie Brüsel, dans le centre de Bruxelles.
Les quatre tomes publiés, Olivier Speltens se lance dans une nouvelle série. Il ne quitte pas la Seconde Guerre mondiale mais part, cette fois, en Afrique, suivant l'Afrikakorps, qui est d'ailleurs le titre du triptyque, dont le premier tome paraît dans la collection « Mémoire 1939-1945 » en 2019 pour s'achever en 2022.
En 2024, il s'intéresse cette fois à la guerre du Pacifique avec le premier tome de Rei Sen Pacifique. L'ouvrage connaît un tirage initial de 20 000 exemplaires. Selon Laurent Turpin, rédacteur en chef du site BDzoom et coauteur du BDM : « Après sept albums déjà parus, l’auteur de L’Armée de l’Ombre passe la barre des 350 000 albums vendus et s’impose comme une valeur sûre du récit historique lié à la Seconde Guerre mondiale. »

## Œuvre

### Publications

#### Larmes de pourpre
- 1. Le Domaine maléfique[11], Éditions Joker, 2 juin 2003
Scénario : Jean-Louis Dupriez - Dessin et couleurs : Olivier Speltens -  (ISBN 2872652442)
- 2. L'Union maudite[12], Joker, mai 2004
Scénario : Jean-Louis Dupriez - Dessin et couleurs : Olivier Speltens -  (ISBN 287265268X)
- 3. Les Damnés de Dunnottar, Joker, coll. « Nouvel horizon », juin 2005
Scénario : Jean-Louis Dupriez - Dessin et couleurs : Olivier Speltens -  (ISBN 2872652965)

#### M.99
- 1. Traque[13], Joker, coll. « HZ Horizon », Bruxelles, 2006
Scénario : Pascal Laye - Dessin : Olivier Speltens - Couleurs : quadrichromie -  (ISBN 2-87265-344-9)
- 2. Juillet[14], Joker, coll. « HZ Horizon », Bruxelles, juillet 2007
Scénario : Pascal Laye - Dessin : Olivier Speltens - Couleurs : quadrichromie -  (ISBN 978-2-87265-357-7)
- 3. Chrono[15], Joker, coll. « HZ Horizon », Bruxelles, novembre 2008
Scénario : Pascal Laye - Dessin et couleurs : Olivier Speltens -  (ISBN 978-2-87265-396-6)
- 4. Leurre, Joker, coll. « HZ Horizon », Bruxelles, juillet 2010
Scénario : Pascal Laye - Dessin et couleurs : Olivier Speltens -  (ISBN 978-2-87265-437-6)

#### L'Armée de l'ombre
- 1. L'Hiver russe[16], Paquet, coll. « Mémoire 1939-1945 », Genève, 7 novembre 2012
Scénario, dessin et couleurs : Olivier Speltens -  (ISBN 978-2-88890-490-8)
- 2. Le Réveil du géant[17], Paquet, coll. « Mémoire 1939-1945 », Genève, 19 février 2014
Scénario, dessin et couleurs : Olivier Speltens -  (ISBN 978-2-88890-570-7)
- 3. Terre brûlée[18],[19],, Paquet, coll. « Mémoire 1939-1945 », Genève, 27 mai 2015
Scénario, dessin et couleurs : Olivier Speltens -  (ISBN 978-2-88890-682-7)
- 4. Nous étions des hommes[20],[21],[22],[23], Paquet, coll. « Mémoire 1939-1945 », 7 décembre 2016
Scénario, dessin et couleurs : Olivier Speltens -  (ISBN 978-2-88890-756-5)
- Int. Intégrale[24], Paquet, coll. « Mémoire 1939-1945 », Genève, 15 novembre 2017
Scénario, dessin et couleurs : Olivier Speltens -  (ISBN 978-2-88890-869-2),Rééditions avec visuels de couverture différents : 2018  (ISBN 978-2-88890-969-9), 2024  (ISBN 978-2-88932-482-8).

#### Afrikakorps
- 1. Battleaxe[25], Paquet, coll. « Mémoire 1939-1945 », Conches, 29 mai 2019
Scénario, dessin et couleurs : Olivier Speltens -  (ISBN 9782888908425)
- 2. Crusader[26], Paquet, coll. « Mémoire 1939-1945 », 10 février 2021
Scénario, dessin et couleurs : Olivier Speltens -  (ISBN 978-2-88932-554-2)
- 3. El Alamein[27], Paquet, coll. « Mémoire 1939-1945 », Genève, 14 septembre 2022
Scénario, dessin et couleurs : Olivier Speltens -  (ISBN 978-2-88932-555-9)
- Int. Intégrale[28], Paquet, coll. « Mémoire 1939-1945 », Genève, 8 novembre 2023
Scénario, dessin et couleurs : Olivier Speltens -  (ISBN 978-2-88932-456-9)

#### Rei sen Pacifique
- 1. Tome 1[29],[30], Paquet, coll. « Cockpit », 3 avril 2024
Scénario, dessin et couleurs : Olivier Speltens -  (ISBN 978-2-88932-339-5)
- 2. Tome 2, Paquet, coll. « Cockpit », 10 septembre 2025
Scénario, dessin et couleurs : Olivier Speltens -  (ISBN 978-2-88932-486-6)

### Expositions personnelles
- L’Armée de l’Ombre : T4, Galerie Neuvième art, Bruxelles, jusqu’au 14 janvier 2017[31].

#### Articles
- Olivier Speltens (interviewé par Charles-Louis Detournay), « Interviews : Olivier Speltens : « L’Armée de l’ombre se veut surtout humain et apolitique. » », ActuaBD,‎ 20 novembre 2012 (lire en ligne, consulté le 9 janvier 2025).
- Olivier Speltens (interviewé par Jean-Laurent Truc), « Interview : Olivier Speltens après l’Afrique et l’Allemagne part dans le Pacifique à la rencontre des pilotes japonais », ligne claire,‎ 22 octobre 2022 (lire en ligne, consulté le 24 novembre 2023).

### Vidéographie
- [vidéo] « Olivier Speltens en interview pour PlaneteBD », sur YouTube, 2 septembre 2018